# 209-та піхотна дивізія (Третій Рейх)
209-та піхотна дивізія (Третій Рейх) (нім. 209. Infanterie-Division) — піхотна дивізія Вермахту, що входила до складу німецьких сухопутних військ у роки Другої світової війни.

## Історія
209-та піхотна дивізія була сформована 26 серпня 1939 року в IV військовому окрузі в Хемніці під час 3-ї хвилі мобілізації Вермахту. Після цього було підпорядкована 1-й армії та переведення до фортифікаційної лінії Зігфрида в Саарпфальц. Вже після завершення Польської кампанії у листопаді 1939 року 209-та піхотна дивізія потрапила до центральної Польщі. Там їй довелося передати свій протитанковий дивізіон до 170-ї піхотної дивізії. Зміни відбулися і в 209-му артилерійському полку, який передав свої підрозділи 164-й, 167-й та 168-й піхотним дивізіям. Виконання окупаційних функцій в Польщі тривало до червня 1940 року, коли 209-та піхотна дивізія отримала нові артилерійські підрозділи та повернулася на своє розташування на Західний вал. У липні 1940 року дивізія була офіційно розпущена, передавши свої підрозділи 11-й та 18-й танковим дивізіям, а також батальйонам ландштурму.

## Райони бойових дій
- Німеччина (серпень — листопад 1939)
- Польща (листопад 1939 — липень 1940)

## Командування

### Командири
- генерал-лейтенант Ганс Штангель (нім. Hans Stengel) (1 вересня 1939 — 7 січня 1940);
- генерал-лейтенант Вольф Шеде (нім. Wolf Schede) (7 січня — 24 липня 1940)

### Підпорядкованість
| Час       | Корпус        | Армія                          | Група армій (округ)   | Штаб       |
| --------- | ------------- | ------------------------------ | --------------------- | ---------- |
| 1939      |               |                                |                       |            |
| вересень  |               | 1-ша армія                     | Група армій «C»       | Саарпфальц |
| 19 жовтня | XVII ак       | 8-ма армія                     | Група армій «Південь» | Польща     |
| 28 жовтня | XXXII Ком.ОПр | Прикордонне управління «Центр» |                       | Польща     |
| 1940      |               |                                |                       |            |
| червень   |               |                                |                       | Польща     |
| липень    |               |                                |                       | Німеччина  |

## Склад
| Вересень 1939                          |
| -------------------------------------- |
| 304-й піхотний полк                    |
| 324-й піхотний полк                    |
| 414-й піхотний полк                    |
| 209-й артилерійський полк              |
| 209-й протитанковий дивізіон           |
| 209-й інженерний батальйон             |
| 209-те дивізійне управління постачання |
| 209-й дивізійний батальйон зв'язку     |
| 209-й резервний батальйон              |